# نوهیمه

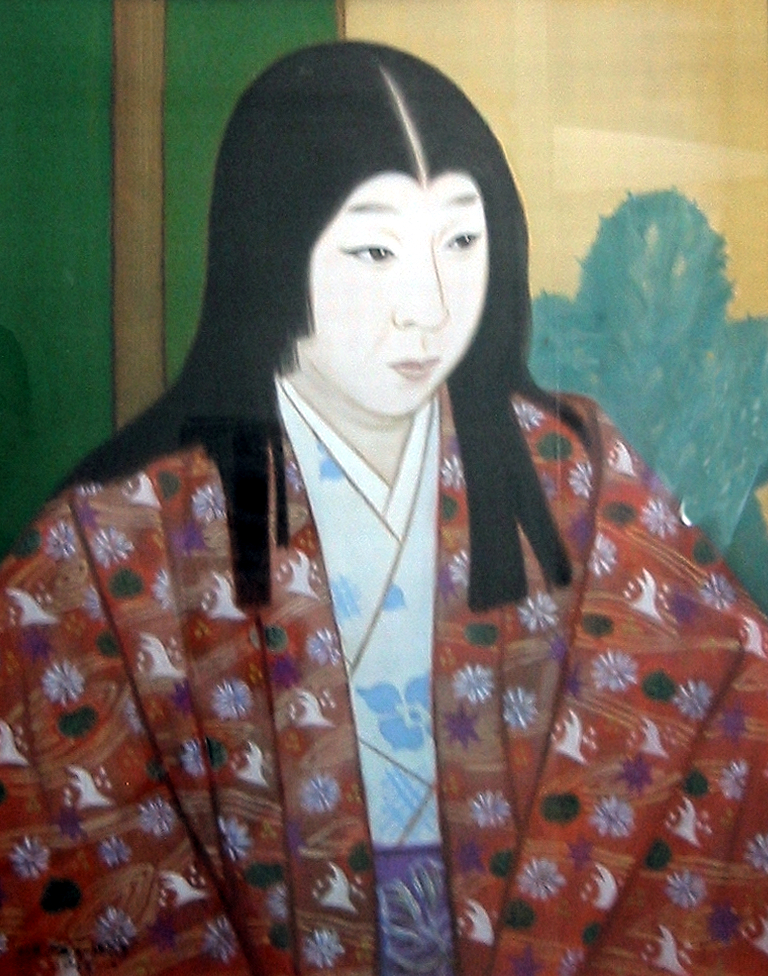
تصویر نوهیمه در قلعه گیفو

نوهیمه، کیچو، ساگی‌یاما دونو (به ژاپنی: 濃姫 のうひめ Nōhime) همسر رسمی دایمیوی ولایت اُواری، اودا نوبوناگا و سومین دختر دایمیوی ولایت مینو بنام سایتو دوسان بود. در سال ۱۵۴۸ بدنبال بسته شدن یک قرارداد سیاسی مابین پدرش و اودا نوبوهیده (پدر نوبوناگا)، به ازدواج نوبو ناگا درآمد. او نتوانست برای نوبوناگا فرزندی را به دنیا بیاورد. تاریخ تولد و مرگ او مشخص نیست. بر اساس فرضیه‌ها تا زمان حادثه هوننو-جی و مرگ نوبوناگا زنده بوده‌است. به دلیل اینکه قبل از ازدواج با نوبوناگا در قلعه ساگی‌یاما ساکن بود به نام ساگی‌یاما دونو نیز شهرت پیدا کرد.
مادر وی اومی نو کاتا سی‌شیتسو (همسر اصلی) سایتو دوسان دایمیوی ولایت مینو بود. همچنین از مادر وی در برخی از منابع به عنوان خواهر آکچی میتسوتسونا پدر آکچی میتسوهیده نام برده شده‌است.
پدر او سایتو دوسان به داشتن سیاست و حسابگری شهرت داشت و از تجارت روغن به امیری ولایت مینو رسیده بود. پسر ارشد سایتو دوسان، بنام سایتو یوشی‌تاتسو (۱۵۶۱–۱۵۲۷) پدر خود را از ولایت مینو تبعید کرد و خود به امیری این ولایت رسید. در ادامهٔ خصومت خود با پدرش در سال ۱۵۵۶ پدر خود را به قتل رساند و با این قتل بهانه برای حمله به ولایت مینو را برای شوهر خواهر خود اودا نوبوناگا فراهم کرد.